# 晚飯前
《晚飯前》，1940年日本放送協會（NHK）試驗播放的電視劇，是日本第一部電視劇。劇本作者是伊馬鵜平。

## 概要
總共播放了3話，每話15分鐘。前兩話於4月13日和4月14日由NHK放送技術技術研究室的錄影室進行直播，在NHK東京放送會館、愛宕山的旧演奏所等地方的常設電視觀覽所播放。4月20日，在當時正在舉行的「輝煌技術博覽會」的上野產業會館進行了一般播放。
這次試驗播放取得了很好的迴響。NHK已經計劃好製作第二套電視劇進行試驗播放。但是不久後，太平洋戰爭爆發，計劃被迫擱置。直到戰後的1950年代，日本才正式開始播放電視劇。

## 劇情
以一個父親已經去世，由母親、兒子和女兒三人組成的家庭為背景。內容以適婚期的女兒的訂婚為中心，家庭三人在晚飯之前的閒聊、看報等瑣碎生活情節。

## 登場人物
- 母親：原泉
- 篤（兄）：野野村潔
- 貴美子（妹）：關志保子

## 製作
- 腳本：伊馬鵜平
- 導演：坂本朝一、川口劉二
- 攝影：佐藤英久
- 混合：福岡勝之
- 效果：吉田貢、菱刈高男
- 錄像主任：城見多津一